# Малайський Союз
Малайський Союз (англ. Malayan Union) — у 1946-1948 роках коронна колонія Великої Британії, яка включала малайські держави і частини колишньої британської коронної колонії Стрейтс Сетлментс — Пенанг і Малакку.

## Історія

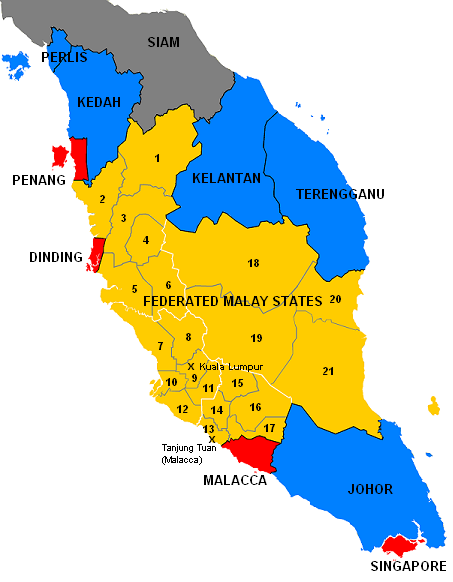
Малайські султанати і Стрейтс Сетлментс

Ідея створення Малайського Союзу була висунута Британською військовою адміністрацією, що взяла Малайю під управління відразу після закінчення Другої світової війни, в жовтні 1945 року. У тому ж місяці серу Гарольду Макмайклу було доручено отримати згоду малайських правителів на входження їх держав в цей союз, і він погодився та швидко впорався з цим завданням. Далеко не всі з султанів зробили це з великою охотою, але так як вони залишалися на своїх місцях в роки японської окупації, то їх легко було звинуватити в співробітництві з японцями і на цій підставі позбавити трону, тому у них не залишалося вибору.
Офіційно коронна колонія Малайський Союз була проголошена 1 квітня 1946, її першим губернатором став сер Едвард Гент. Столицею нової коронної колонії стало місто Куала-Лумпур. Одночасно зі створенням Малайського Союзу була розпущена колонія Стрейтс-Сетлментс, її колишні сетлменти Перак і Малакка увійшли до складу коронної колонії Малайський Союз, Сінгапур став окремою коронною колонією; Лабуан був на деякий час включений до складу колонії Сінгапур, а потім був переданий в коронну колонію Британське Північне Борнео.
Адміністрація коронної колонії Малайський Союз декларувала рівні права для всіх людей, які бажали стати її громадянами. Громадянство автоматично давалося тим, хто народився в будь-якій з малайських держав або Стрейтс Сетлментс і проживав там до 15 лютого 1942 роки; тим, хто народився поза малайськими державами або Стрейтс-Сетлментс, громадянство давалося лише в тому випадку, якщо їхні батьки були громадянами Малайського Союзу, якщо вони самі були старше 18 років, і якщо вони прожили на території малайських держав або Стрейтс-Сетлментс «10 з попередніх 15 років до 15 лютого 1942». Групи людей, що претендували на отримання громадянства, повинні були проживати на території малайських держав або Стрейтс-Сетлментс 5 з 8 років, що передують подачі заяви, мають хороший характер, розуміють і говорять англійською або малайською мовами, і принесли присягу на вірність Малайському Союзу.
Традиційні правителі малайських держав передали британській короні всю свою владу, крім релігійних питань. Державні ради, які функціонували в колишніх малайських державах, втратили навіть ту обмежену автономію, що мали, і стали просто провідниками політики центрального уряду в Куала-Лумпурі. Замість султанів на чолі державних рад встали британські резиденти.
Малайці в цілому встали в опозицію до Малайського союзу. Причинами були як методи, якими сер Гарольд Макмайкл домігся згоди султанів, так і надання громадянства іммігрантам-немалайцам і їх нащадкам; причиною були аж ніяк не расова або релігійна ненависть, а їх домінування в економіці, що становило загрозу для малайців. Опозиційний рух очолила Створена 1 березня 1946 року Об'єднана малайська національна організація. В знак протесту малайці відмовилися взяти участь у церемонії введення поста британського губернатора, бойкотували участь в консультативних радах. Британці визнали наявність проблеми неучасті малайців в управлінні своєю країною, і перш, ніж вносити поправки в Малайську конституцію, вжили заходів для з'ясування думок основних етнічних груп.
У січні 1948 року Малайський Союз було перетворено на Малайську Федерацію.